# آيسلندا في الحرب الباردة

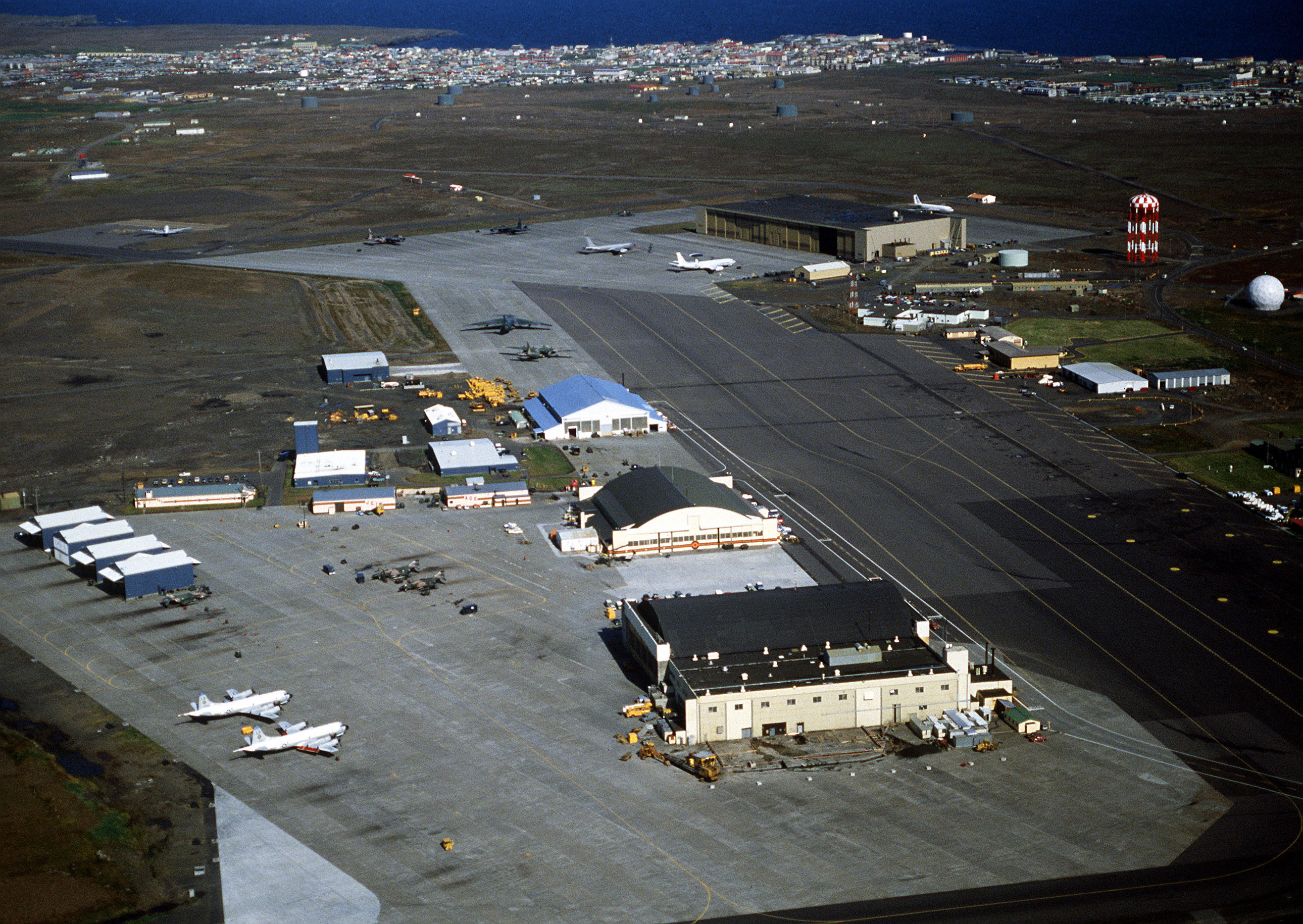

طوال الحرب الباردة، كانت دولة آيسلندا عضوًا في منظمة حلف شمال الأطلسي (ناتو) وحليفة للولايات المتحدة، مستضيفة وجودًا عسكريًا أمريكيًا في قاعدة كيفلافيك الجوية من عام 1951 حتى عام 2006.
في عام 1986، استضافت آيسلندا قمةً في ريكيافيك بين رئيس الولايات المتحدة رونالد ريغان والسكرتير العام للحزب الشيوعي السوفييتي ميخائيل غورباتشوف، اتخذا فيها خطوات هامة في نزع السلاح النووي.
بعد خمس سنوات، في عام 1991، صارت آيسلندا أولى الدول التي اعترفت باستقلال إستونيا، ولاتفيا، وليتوانيا المتجدد وقتما انفصلت عن الاتحاد السوفييتي.

## خلفية
في أوائل الحرب العالمية الثانية، رفضت مملكة آيسلندا المحايدة عرض حماية قدمته بريطانيا لها. بعد شهر من احتلال ألمانيا النازية للدنمارك في عام 1940، غزت القوات البريطانية آيسلندا، منتهكين حيادية البلاد، بسبب الاحتجاج الرسمي للوصي على عرش آيسلندا، سفين بيورنسون. في عام 1941، رتب البريطانيون لتسليم احتلال البلاد للولايات المتحدة بغية استخدام القوات البريطانية في ميادين حربية أخرى. بعد ضغط بريطاني، وافقت الحكومة الآيسلندية في نهاية المطاف على الاحتلال الأمريكي، وفي السابع من يونيو من عام 1941، وصل خمسة آلاف جندي أمريكي إلى آيسلندا. دعمت الولايات المتحدة إنشاء جمهورية آيسلندا في عام 1944 ووعدت بسحب قواتها بمجرد انتهاء الحرب، لكنها فشلت في الإيفاء بوعدها وقتما هُزمت ألمانيا النازية في عام 1945. مع اقتراب نهاية الحرب العالمية الثانية، حاوت الولايات المتحدة إقناع رجال الدولة الآيسلنديين بالموافقة على تمركز عسكري أمريكي دائم في آيسلندا. اعتبر رئيس الوزراء الآيسلندي الموالي للغرب أولافور ثورز أن اتفاقًا كهذا كان مستحيلًا في وقتها بسبب المعارضة الشعبية. وقتما قدم الأمريكيون طلب تمركز رسمي في أكتوبر من عام 1945، رفضه أولافور ثورز.

## الحرب الباردة

### اتفاقية كيفلافيك
في سبتمبر من عام 1946، تفاوضت الولايات المتحدة وآيسلندا على اتفاقية تمركز أكثر اعتدالًا. اختُتمت هذه المفاوضة في السابع من أكتوبر من عام 1946 بتوقيع ما سُمي باتفاقية كيفلافيك. نصت هذه الاتفاقية المؤقتة على أن جيش الولايات المتحدة سيغادر البلاد في غضون ستة أشهر وأن مطار كيفلافيك الذي بنته الولايات المتحدة سيصبح ملكًا للحكومة الآيسلندية. سُمح للولايات المتحدة بإبقاء طاقم مدني في البلاد للإشراف على النقل البحري العسكري إلى بر أوروبا. أقر الألثينغي (البرلمان الوطني في آيسلندا) الاتفاقية بأغلبية أصوات من 32 صوت مقابل 19. أيّد نواب حزب الاستقلال العشرين كلهم الاتفاقية إلى جانب ستة آخرين من الحزب التقدمي والحزب الديمقراطي الاجتماعي. أنهى هذا الحكومة الائتلافية وقت الحرب، وأُصدر نتيجة ذلك إعلان الاستقلال الجمهوري في آيسلندا في عام 1944؛ إذ شعر العديد في الأحزاب الوسطية واليسارية أن اتفاقية كيفلافيك كانت انتهاكًا لسياسة آيسلندا الحيادية. تظاهر 500 شخص ضد الاتفاقية. هاجم المتظاهرون مقرات حزب الاستقلال بالحجارة وحاولوا اقتحام البناء في وقت عقد حزب الاستقلال اجتماعًا داخله. في أعقاب هذا الشقاق، رسمت الحرب الباردة شكل السياسات الآيسلندية للعقود التالية.

### انضمام آيسلندا لحلف الناتو
قاد شعور بالاضطراب العالمي والتهديد الداخلي رجال الدولة الآيسلنديين إلى إعادة النظر في ترتيبات آيسلندا الأمنية. جعل الانقلاب التشيكوسلوفاكي في فبراير من عام 1948 العالم يبدو أقل سلامًا والانقلاب الشيوعي في آيسلندا يبدو منطقيًا. بدأت كل من الحكومة الائتلافية الآيسلندية لحزب الاستقلال، والحزب التقدمي الوسطي والديمقراطيين الاجتماعيين البحث عن ضمانات أمنية لآيسلندا. اعتُبرت مَركزة قوات الولايات المتحدة العسكرية على الأراضي الآيسلندية أمرًا غير ممكنًا محليًا في ذلك الوقت، لذا كانت الخيارات إما اتحاد الدفاع الاسكندنافي أو الناتو. وقتما فشلت المفاوضات على اتحاد الدفاع الاسكندنافي، تبعت آيسلندا الدنمارك والنرويج في الانضمام إلى الناتو.
أقر الألثينغي عضوية آيسلندا في الناتو في يوم 30 مارس من عام 1949 بأغلبية أصوات من 37 صوت مقابل 13. كان الحزب الاشتراكي الحزب السياسي الآيسلندي الوحيد الذي عارض عضوية آيسلندا في الناتو. قامت احتجاجات ضخمة أمام البرلمان في ساحتي لايكجارتورغ وأويستورفوتلور وسط ريكيافيك. اندلع الاقتتال وسرعان ما تحول إلى أعمال شغب؛ إذ أن الشرطة هاجمتهم بالغاز المسيل للدموع لقمعهم. احتاج 12 شخصًا لعناية طبية من بينهم ستة رجال شرطة ومتظاهر واحد أصيبوا إصابة خطرة. أُدين 20 شخصًا لضلوعهم في أعمال الشغب لكن لم يحكم على أي منهم بالسجن. صرحت المحكمة العليا الآيسلندية في مايو من عام 1952 بعدم وجود أي دليل يشير إلى كون أعمال الشغب والهجوم على الألثينغي مخطط لها مسبقًا.
انضمت آيسلندا إلى الناتو، وكان حلفاؤها في الناتو مدركين أن آيسلندا لا تمتلك جيشًا وأنه لن يكون هناك قواعد عسكرية في البلاد وقت السلم. مع ذلك، كان هذا الشرط غير رسمي، ولم يرد صراحة في الاتفاقية إطلاقًا.
ازدهرت آيسلندا خلال الحرب، وأعقب فترة بعد الحرب المباشرة نماء اقتصادي كبير، دفعه تصنيع صناعة الصيد وبرنامج مشروع مارشال، الذي تلقى الآيسلنديون بموجبه قدرًا أكبر من المساعدة من الولايات المتحدة للفرد الواحد من أي دولة أوروبية بفارق كبير (وبلغ 209 دولار أمريكي، في حين كانت هولندا التي مزقتها الحرب الثانية بفارق كبير فيها 109 دولار أمريكي). قد يكون لما سبق أثر في استعداد الآيسلنديين للتعاون مع الولايات المتحدة.
كانت آيسلندا عضوًا مزعجًا في الناتو لمعظم وقت الحرب الباردة، واكتسبت صفة «الحليف المعارض»، و «الحليف المتمرد»، و «شبه الحليف». في كل واحدة من الحروب الباردة، هدد المسؤولون الآيسلنديون صراحةً أو ضمنًا بالانسحاب من الناتو وطرد القوات الأمريكية ما لم تُحل النزاعات المتعلقة بمصائد الأسماك بصيغة إيجابية. لاسترضاء الآيسلنديين، قدمت الولايات المتحدة وأعضاء الناتو الآخرين مساعدة اقتصادية واسعة لآيسلندا في الأربعينيات والخمسينيات والستينيات من القرن الماضي، وضغطوا على المملكة المتحدة لتتنازل عن مطالب آيسلندا في حروب القد.
باستثناء فترات في حروب القد الثانية والثالثة، تزايد دعم الآيسلنديين تدريجيًا لعضوية آيسلندا في الناتو في سبعينيات القرن الماضي. أظهرت الاستطلاعات في السبعينيات والثمانينيات دعم الأغلبية لعضوية الناتو ونسبة تكاد لا تتجاوز العشرة بالمئة من معارضي العضوية. على نقيض استطلاع جرى في عام 1955 لم يظهر دعم الأغلبية لعضوية الناتو. عدا عن الموقع الاستراتيجي، لم تسهم آيسلندا بالكثير في الناتو. ما لم يتعلق الأمر بحروب القد أو التجارة مع دول الاتحاد السوفييتي، كانت آيسلندا تحافظ على صمتها في اجتماعات الناتو. قاد الانزواء الآيسلندي الواضح في اجتماعات الناتو المسؤولين الأمريكيين إلى حث الآيسلنديين على المشاركة أكثر في هذه الاجتماعات.
من الصعب قياس ما إذا كانت العامة الآيسلندية ستصوت لعضوية الناتو في استفتاء. جادل المؤرخ غوني ث. يوهانيسون أن الناخبين كانوا على الأرجح سيدعمون عضوية الناتو، على الأقل بالنظر للدعم الشعبي للحكومة الائتلافية الحالية.